# Tosa de Mar

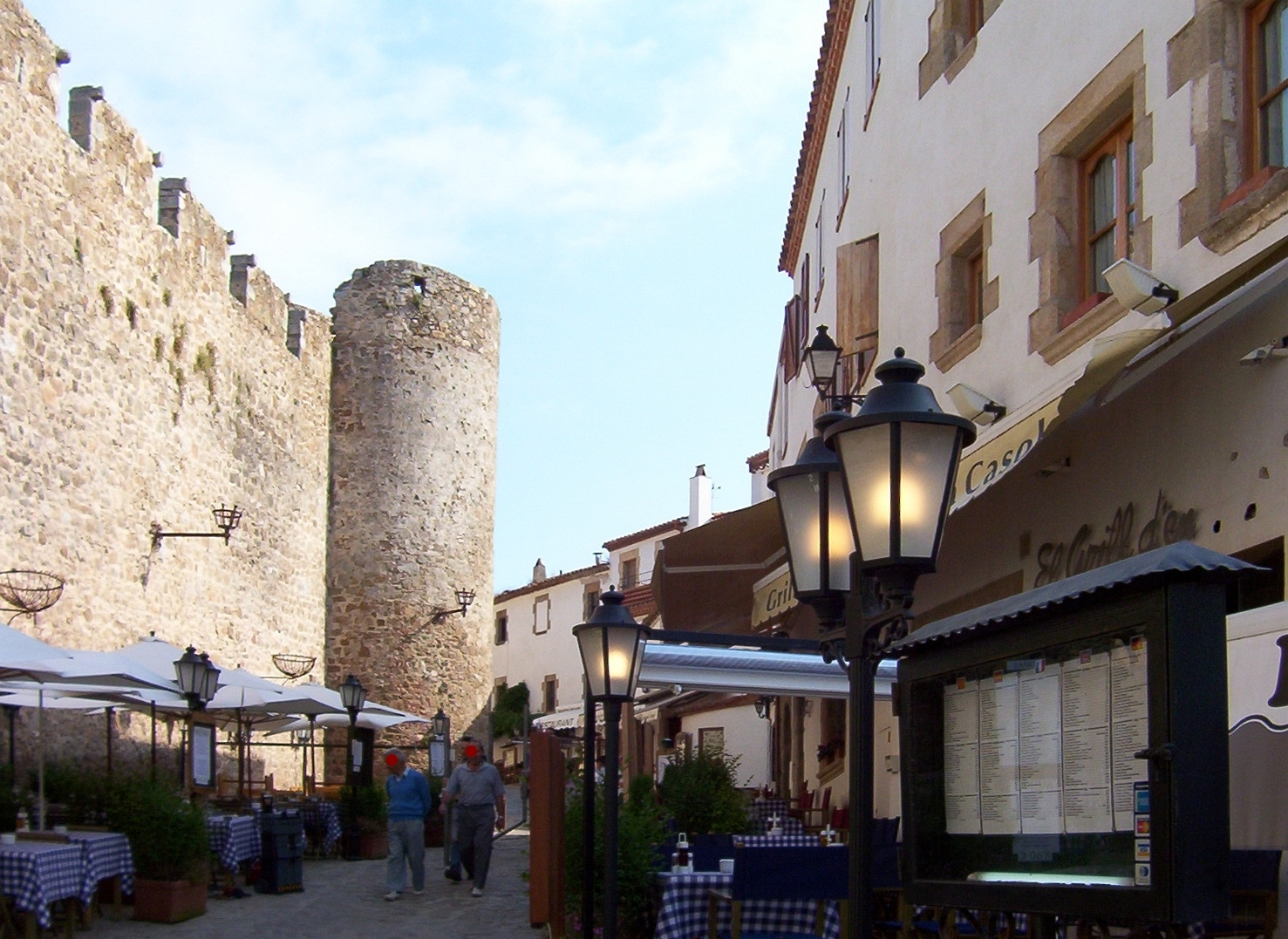
Zona peatonal a lo largo de la muralla de la ciudad

Tosa de Mar o Tossa (en catalán y oficialmente Tossa de Mar), es un municipio español de la provincia de Gerona, en Cataluña. Perteneciente a la comarca de la Selva, cuenta con una población de 6274 habitantes (INE 2024). Está ubicado en la Costa Brava.

## Demografía
Tosa de Mar cuenta con una población de 6274 habitantes (INE 2024).
| Gráfica de evolución demográfica de Tosa de Mar entre 1842 y 2021                                                   |
| |
| Población de derecho según los censos de población del INE Población de hecho según los censos de población del INE |

## Comunicaciones
El pueblo dispone de una televisión local llamada TV Tossa, cuya primera emisión se realizó el 26 de diciembre de 1991.

## Historia
Es conocida desde la época romana, en que se llamaba Turissa.
Marc Chagall la bautizó con el nombre de "Paraíso azul" tras su estancia veraniega en los años 1933 y 1934.
En 1950, Ava Gardner y James Mason llegaron a la pequeña localidad para rodar Pandora y el holandés errante y eso le dio cierta fama al pueblo. En la película la localidad fue bautizada como Esperanza. El pueblo quedó también inmortalizado en el cine español en 1977, cuando ahí se rodó la película musical Préstemela esta noche (estreno: 1978) con Manolo Escobar.
Aun habiéndose celebrado diversas corridas de toros en este municipio en plazas portátiles, Tosa de Mar fue la primera población de toda España que se declaró ciudad antitaurina, en 1990. Este ejemplo lo han seguido después muchas otras poblaciones, sobre todo en Cataluña.

## Economía

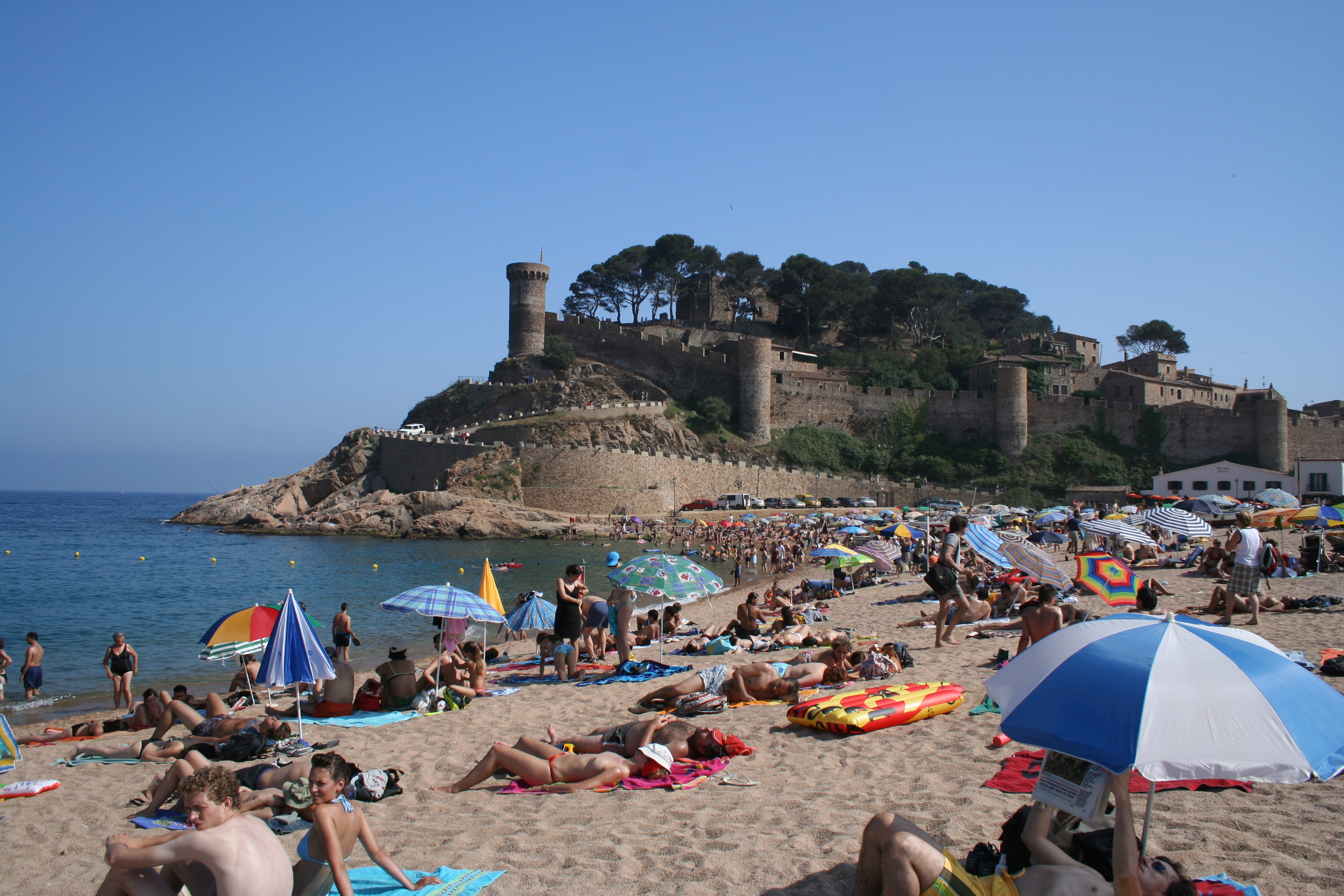
Playa y recinto amurallado en segundo plano

La actividad tradicional era la pesca. Actualmente el turismo es su principal actividad económica. La mayor parte de su población se dedica al sector terciario.

## Patrimonio
- Castillo de Tosa de Mar